# Buftea
Buftea är en stad i Rumänien, strax utanför Bukarest.
På slottet i Buftea undertecknades 5 mars 1918 fredspreliminärerna mellan Rumänien och centralmakterna.